# 컴퓨터 접근성

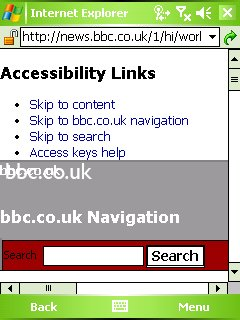

컴퓨터 접근성(computer accessibility) 또는 액세서블 컴퓨팅(accessible computing)은 장애 유형이나 장애 심각도에 관계 없이 모든 사람들에 대한 컴퓨터 시스템의 접근성을 가리킨다. "접근성"이라는 용어는 특수한 하드웨어나 소프트웨어, 또는 이 둘을 결합한 형태를 참조할 때 종종 사용되며 이는 장애를 가진 사람이 컴퓨터를 사용할 수 있도록 설계된 것이다. 컴퓨터 접근성은 장애를 가진 사람들에 직접적으로 긍정적인 영향을 준다.
접근성 기능들은 장애인에게 문제가 덜 되는 기술의 이용을 의미한다. 공통 접근성 기능들의 예시로는 음성 합성, 클로즈드 캡션, 단축키가 포함된다. 추가 하드웨어가 필요한 더 구체적인 기술들은 보조기술로 호칭할 수 있다.

## 같이 보기
- 보조과학기술
- 보완대체 의사소통
- 디지털 권리
- 유비쿼터스 컴퓨팅
- 웹 접근성